# Límite clásico
El límite clásico es la habilidad de una teoría física para aproximarse al comportamiento predicho por la mecánica clásica cuando el valor de cierto parámetro especial de estas teorías se aproxima un "valor clásico"; se usa en las teorías físicas que predicen un comportamiento no-clásico. Los casos más usuales de límite clásico son:
- El límite clásico de la mecánica cuántica, donde el parámetro especial es la constante de Planck y su valor clásico es 0: {\displaystyle \hbar \to 0}.
- El límite clásico de la teoría de la relatividad especial o general, donde el parámetro especial es la velocidad de la luz y su valor clásico es infinito: {\displaystyle c\to \infty }.

## Límite clásico de la mecánica cuántica
Para conciliar las predicciones de la mecánica cuántica a nivel microscópico con las predicciones de la mecánica clásica a nivel macroscópico, Niels Bohr introdujo el principio de correspondencia dentro de la teoría cuántica. Dicho principio postula algunos de los argumentos de continuidad deben ser aplicados al límite clásico de los sistemas cuánticos a medida que los valores de la constante de Planck se aproximan a cero.
En la mecánica cuántica, debido al principio de incertidumbre de Heisenberg, un electrón no puede estar nunca en reposo; tiene siempre que tener una energía cinética distinta de cero, un resultado que no se encuentra en la mecánica clásica. Por ejemplo, si consideramos algo relativamente más grande que un electrón, tal como una pelota de fútbol, el principio de incertidumbre predice que no puede tener una energía cinética igual a cero, pero la incertidumbre en la energía cinética es tan pequeña, que la pelota de fútbol puede parecer que estuviese en reposo, y por esta razón parece obedecer a la mecánica clásica. En general, si grandes energías y grandes objetos (en comparación con el tamaño y los niveles de energía de un electrón) son considerados en la mecánica cuántica, los resultados parecerán obedecer a la mecánica clásica.
De acuerdo con el principio de correspondencia de Bohr, todas las ecuaciones de la mecánica cuántica no-relativista deben coincidir con los resultados de la mecánica clásica cuando en ellos se practica adecuadamente el límite clásico. Así por ejemplo el límite clásico de la ecuación de Schrödinger para la función de onda dada por:

(1){\displaystyle \psi (x,t)=e^{iS(x,t)/\hbar }}

Resulta idéntica a la ecuación de Hamilton-Jacobi de la mecánica clásica. Un cálculo directo lleva de hecho a que la ecuación de Schrödinger con la substitución anterior se puede escribir como:

(2){\displaystyle {\frac {\partial S}{\partial t}}+{\frac {1}{2m}}\left[\left({\frac {\partial S}{\partial x}}\right)^{2}+\left({\frac {\partial S}{\partial y}}\right)^{2}+\left({\frac {\partial S}{\partial z}}\right)^{2}\right]+V(x)={\frac {i\hbar }{2m}}\Delta S}

Interpretando la fase de la onda {\displaystyle S(x,t)/\hbar } como la magnitud de acción dividida de la constante de Planck, y haciendo tender esta a cero se llega al límite clásico. Puede verse alternativamente que a medida que la masa del objeto es más y más grande se recupera igualmente el límite clásico. Lo cual explica porqué los cuerpos macroscópicos se comportan "clásicamente" aun cuando la constante de Planck no sea exactamente cero.

## Límite clásico de la mecánica relativista
Si en la relatividad especial, consideramos que el espacio es plano y las velocidades son pequeñas (en comparación con la velocidad de la luz), encontramos que los objetos nuevamente parecen obedecer a la mecánica clásica.
La teoría general de la relatividad requiere además de lo anterior que el espacio sea casi plano. Dicha condición requiere, además de que la pequeñez de velocidades, que los campos gravitatorios de las masas sean pequeños, condición que se cumple aceptablemente siempre que las distancias entre las partículas estén sean pequeñas en relación con su masa:

(3){\displaystyle {\frac {GM}{dc^{2}}}<<1},

Donde:
{\displaystyle M\,}, es la masa total que crea el campo gravitatorio.
{\displaystyle d\,}, es la distancia entre el punto considerado y el centro de masas que crea el campo gravitatorio.
{\displaystyle c,G\,}, son la velocidad de la luz y la constante de la gravitación.

### Límite clásico de la relatividad especial
La mayoría de ecuaciones de la teoría de la relatividad especial convergen a la expresión clásica sin más que hacer formalmente tender el parámetro que da la velocidad de la luz a infinito. En algunas otras expresiones se requiere restar primero una constante aditiva que no se refleja en las ecuaciones clásicas:
- Energía cinética

(4){\displaystyle E_{c}=\lim _{c\to \infty }{\frac {mc^{2}}{\sqrt {1-{\frac {v^{2}}{c^{2}}}}}}-mc^{2}=\lim _{c\to \infty }mc^{2}\left[{\frac {1}{2}}\left({\frac {v^{2}}{c^{2}}}\right)+{\frac {3}{8}}\left({\frac {v^{2}}{c^{2}}}\right)^{2}+\ldots \right]={\frac {1}{2}}mv^{2}},

- Momento lineal

(5){\displaystyle \mathbf {p} =\lim _{c\to \infty }{\frac {m\mathbf {v} }{\sqrt {1-{\frac {v^{2}}{c^{2}}}}}}=\lim _{c\to \infty }m\mathbf {v} \left[1+{\frac {1}{2}}\left({\frac {v^{2}}{c^{2}}}\right)\ldots \right]=m\mathbf {v} },

- Lagrangiano de una partícula libre (con constante aditiva).

(4){\displaystyle L+mc^{2}=\lim _{c\to \infty }-mc^{2}{\sqrt {1-{\frac {v^{2}}{c^{2}}}}}+mc^{2}=\lim _{c\to \infty }+mc^{2}-mc^{2}\left[1-{\frac {1}{2}}\left({\frac {v^{2}}{c^{2}}}\right)-{\frac {1}{8}}\left({\frac {v^{2}}{c^{2}}}\right)^{2}\ldots \right]={\frac {1}{2}}mv^{2}}

- ecuación de Hamilton-Jacobi, intoduciendo en esta ecuación {\displaystyle S=S'-mc^{2}t\;}

(6){\displaystyle {\begin{matrix}\left({\frac {\partial S}{\partial x}}\right)^{2}+\left({\frac {\partial S}{\partial y}}\right)^{2}+\left({\frac {\partial S}{\partial z}}\right)^{2}-{\frac {1}{c^{2}}}\left({\frac {\partial S}{\partial t}}\right)^{2}=-m_{0}^{2}c^{2}\mapsto \\\mapsto {\frac {1}{2m}}\left[\left({\frac {\partial S'}{\partial x}}\right)^{2}+\left({\frac {\partial S'}{\partial y}}\right)^{2}+\left({\frac {\partial S'}{\partial z}}\right)^{2}\right]-{\frac {1}{2mc^{2}}}\left({\frac {\partial S'}{\partial t}}\right)^{2}+{\frac {\partial S'}{\partial t}}=0\end{matrix}}}

### Límite clásico de la relatividad general
La teoría general de la relatividad explica que el campo gravitatorio puede ser entendido como un efecto de la curvatura del espacio-tiempo, mientras que en mecánica clásicas se asume que el espacio es euclídeo. El límite clásico de la teoría de la relatividad general puede obtenerse suponiendo que la curvatura del espacio-tiempo tiende a cero, y simultáneamente la velocidad de la luz es muy grande comparada con las velocidades de todas las partículas. Como la curvatura está relacionada con la intensidad del campo gravitatorio el límite clásico de la teoría de la relatividad implica considerar campos gravitatorios débiles, es decir, tales que el potencial gravitatorio es pequeño comparado con la velocidad de la luz al cuadrado en todos los puntos, tal como se expresó mediante la relación (3):

(3b){\displaystyle {\frac {GM}{c^{2}d}}\approx {\frac {\phi _{g}(\mathbf {x} )}{c^{2}}}<<1}

Cuando se cumple la relación anterior se pueden estudiar la aproximación para campos gravitatorios débiles de las ecuaciones de la relatividad general. La teoría newtoniana puede obtenerse como el límite clásico de la aproximación para campos débiles sin más que hacer formalmente tender el parámetro que da la velocidad de la luz a infinito y que el potencial gravitatorio sea pequeño en relación con el cuadrado de la velocidad de la luz. Para encontrar el límite clásico de la teoría de la relatividad mediante la aproximación de campo débil escribiremos el tensor métrico que representa la curvatura como la suma del tensor métrico de un espacio plano más un término adicional que expresa la desviación respecto a la planitud:

(7){\displaystyle g_{\alpha \beta }(\mathbf {x} )=\eta _{\alpha \beta }+{\frac {h_{\alpha \beta }(\mathbf {x} )}{c^{2}}}}

Donde:
{\displaystyle \eta _{ij}\,} es la métrica de Minkowski para un espacio-tiempo plano (sin curvatura).
{\displaystyle \alpha ,\beta \in \{0,1,\dots ,3\}} son los índices tensoriales.
- Ecuación de movimiento, de acuerdo con la teoría de la relatividad general una partícula sobre la que no actúa ninguna fuerza electromagnética se mueve a lo largo de una geodésica:

{\displaystyle {\frac {d^{2}x^{i}}{d\tau ^{2}}}=-\Gamma _{\alpha \beta }^{i}{\frac {dx^{\alpha }}{d\tau }}{\frac {dx^{\beta }}{d\tau }}=-\Gamma _{jk}^{i}{\frac {dx^{j}}{d\tau }}{\frac {dx^{k}}{d\tau }}-\Gamma _{0k}^{i}{\frac {dx^{0}}{d\tau }}{\frac {dx^{k}}{d\tau }}-\Gamma _{00}^{i}{\frac {dx^{0}}{d\tau }}{\frac {dx^{0}}{d\tau }}}

Donde {\displaystyle \scriptstyle i,j,k\in \{1,2,3\}}. Introduciendo en la ecuación anterior la relación (7) y teniendo en cuenta que {\displaystyle \scriptstyle dx^{0}/d\tau \approx 0} y que el tiempo propio y el tiempo coordenaddo en este caso {\displaystyle \scriptstyle t\approx \tau } se puede que los dos primeros términos del último miembro son mucho más pequeños que el último y la relación anterior se puede aproximar en el límite clásico mediante:

(8a)
{\displaystyle {\frac {d^{2}x^{i}}{dt^{2}}}\approx -\Gamma _{00}^{i}{\frac {dx^{0}}{d\tau }}{\frac {dx^{0}}{d\tau }}={\frac {1}{2}}{\frac {\partial h_{00}}{\partial x^{i}}}}

Las componentes omitidas en la anterior relación son mucho más pequeñas que las no omitidas tienen a cero cuando {\displaystyle \scriptstyle c\to \infty }. La expresión (8b) coincide con la ecuación clásica si se identifica la componente temporal del tensor métrico con el potencial gravitatorio mediante:

(8b)
{\displaystyle h_{00}(\mathbf {x} )=-2\phi _{g}(\mathbf {x} )\Rightarrow \quad {\frac {d^{2}x^{i}}{dt^{2}}}=-{\frac {\partial \phi _{g}}{\partial x^{i}}},\Rightarrow \quad {\frac {d^{2}\mathbf {x} }{dt^{2}}}=-{\boldsymbol {\nabla }}\phi _{g}}

- Lagrangiano, comparando la integral de acción relativista y la integral de acción clásica:

(rel){\displaystyle S_{rel}=-\int _{L}mc\ ds=-\int _{\tau _{1}}^{\tau _{2}}mc\ {\sqrt {g_{\mu \nu }{\frac {dx^{\mu }}{d\tau }}{\frac {dx^{\nu }}{d\tau }}}}\ d\tau \approx \int _{t_{1}}^{t_{2}}-mc\left(c-{\frac {v^{2}}{2c}}-{\frac {h_{00}}{2c}}\right)\ dt}

(clas){\displaystyle S_{clas}=\int _{t_{1}}^{t_{2}}\left(-mc^{2}+{\frac {mv^{2}}{2}}-m\phi _{g}\right)\ dt}

Donde, como en el caso de la relatividad especial, se ha introducido en el lagrangiano la constante {\displaystyle \scriptstyle -mc^{2}} correspondiente a la energía en reposo, que no afecta a las ecuaciones del movimiento, pero que hace que se pueden identificar directamente los términos que aparecen en (rel) y los que aparecen en (clas). Nuevamente ambas expresiones coinciden si se toma la componente temporal {\displaystyle \scriptstyle h_{00}} del tensor métrico como en (8b), es decir, {\displaystyle \scriptstyle h_{00}(\mathbf {x} )=-2\phi _{g}(\mathbf {x} )}.
A partir los casos anteriores se concluye que el tensor métrico cuyo límite clásico reproduce los resultados de la mecánica newtoniana debe tener la forma:

{\displaystyle (g_{ij})={\begin{pmatrix}-c^{2}-2\phi _{g}&0&0&0\\0&1&0&0\\0&0&1&0\\0&0&0&1\end{pmatrix}}}

- Ecuación de campo y ecuación de Poisson. Introduciendo el tensor anterior en las ecuaciones de campo de Einstein con un tensor energía impulso dado por:

{\displaystyle (T_{ij})={\begin{pmatrix}-\rho c^{2}&0&0&0\\0&0&0&0\\0&0&0&0\\0&0&0&0\end{pmatrix}}}

y considerando sólo términos de primer orden en el cálculo del tensor de Ricci se obtiene:

{\displaystyle R_{00}=-{\frac {1}{2}}\sum _{i}{\frac {\partial h_{00}}{\partial (x^{i})^{2}}}={\frac {4\pi G}{c^{2}}}(\rho c^{2})\Rightarrow \quad \left({\frac {\partial ^{2}\phi _{g}}{\partial x^{2}}}+{\frac {\partial ^{2}\phi _{g}}{\partial y^{2}}}+{\frac {\partial ^{2}\phi _{g}}{\partial z^{2}}}\right)=4\pi G\rho }

La última expresión es precisamente la ecuación de Poisson que es la expresión clásica que relaciona el potencial gravitatorio con la densidad de materia.